# 1219

## Esdeveniments
- Primavera, Basièja (Comtat de Tolosa)ː Batalla de Basièja, on les forces aliades dels comptes Ramon VII de Tolosa, Bernat IV de Comenge i Ramon Roger de Foix van vèncer un contingent de tropes croades capitanejades pel noble francès Foucault de Berzy.[1]
- Dinamarca crea una bandera nacional, la més antiga d'Europa.[2]
- Introducció del catolicisme a Egipte.[3]

## Necrològiques
- 13 de febrer - Japó: Minamoto no Sanetomo, vuitè shogun